# بلدن (کالیفرنیا)
بلدن (به انگلیسی: Belden) یک منطقهٔ مسکونی در ایالات متحده آمریکا است که در شهرستان پلوماس، کالیفرنیا واقع شده است. بلدن ۱٫۸۸ کیلومتر مربع مساحت و ۳۶٬۸۷۷ نفر جمعیت دارد و ۶۷۷ متر بالاتر از سطح دریا واقع شده است.